# Clube das Mulheres
Clube das Mulheres foi um reality show com produção da Márcia Peltier, exibido em parceria com a RedeTV! aos domingos às 16 horas. O programa estreou no dia 11 de maio de 2008, sob comando da jornalista Márcia Peltier.

## História
Clube das Mulheres era destinado ao público feminino, que dava subsídios para mulheres que queiram dar uma virada em suas vidas, seja uma mudança estética, psicológica ou no campo profissional. Contava com um time de especialistas, incluindo de psiquiatra a personal trainer. Marcou a volta da jornalista Márcia Peltier à televisão.
Ficou no ar até 28 de outubro de 2008. A saída da apresentadora da RedeTV! se deu pelo fato de o programa ser independente.